# Aksai Chin

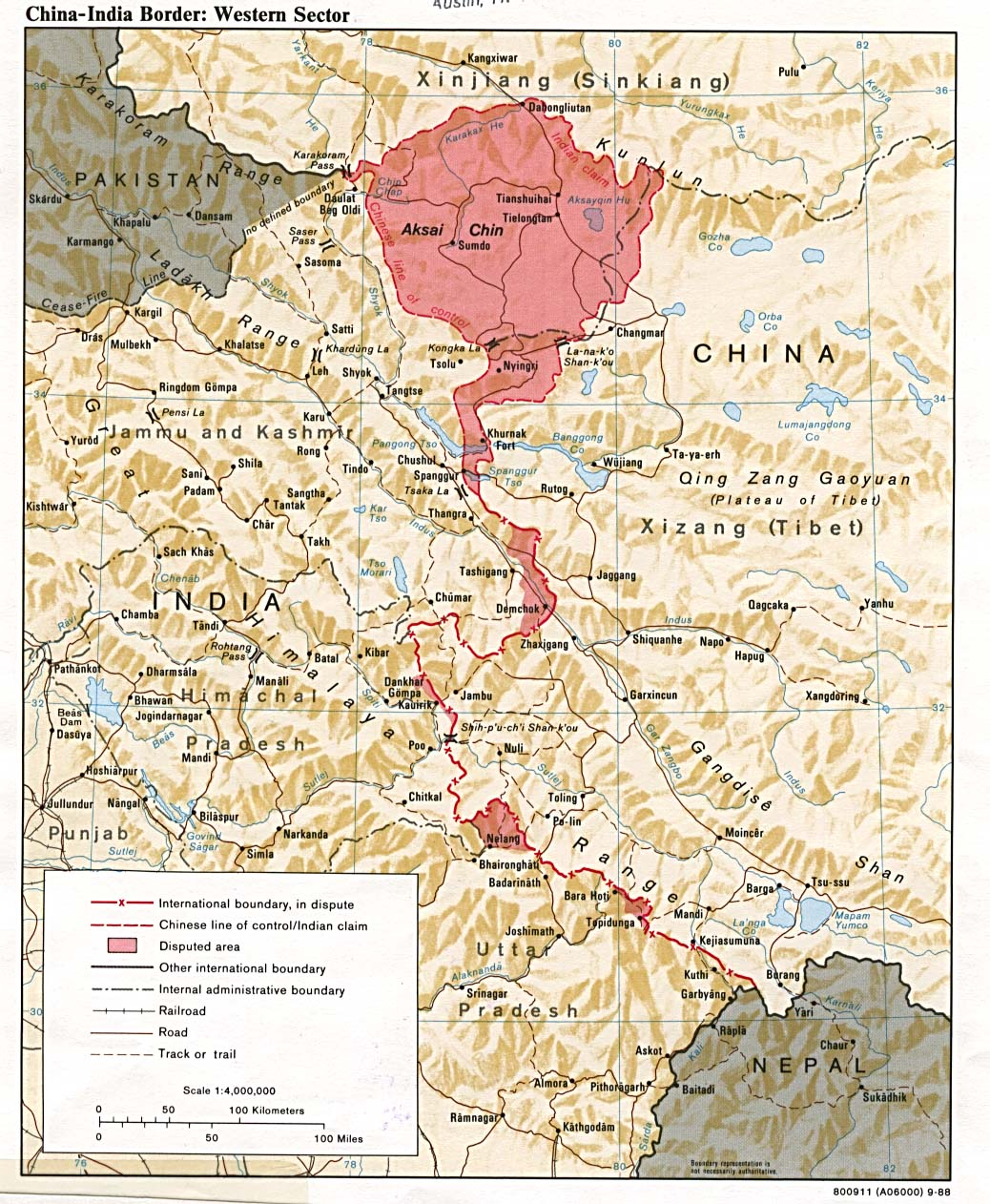
Frontera occidental de China e India mostrando Aksai Chin.

Aksai Chin (en chino, 阿克賽欽) es una región situada en la confluencia entre las fronteras de la República Popular China, República Islámica de Pakistán y de la República de la India. Está administrada por China y reclamada por India. Aksai Chin es una de las principales disputas fronterizas entre India y China (la otra es Arunachal Pradesh). Aksai Chin (que significa 'desierto de las piedras blancas') es un enorme desierto de sal. La zona es también conocida como la Llanura de Soda, y está prácticamente deshabitada. Es de extraordinaria importancia estratégica para China. Una de las principales razones de la guerra Chino-India de 1962 fue el descubrimiento por parte de India de una carretera construida por China en el territorio (carretera nacional china 219). La carretera une las provincias de Tíbet y Sinkiang, pasando por el pueblo de Tianshuihai, el mayor del territorio, con 1600 habitantes.
Aksai Chin está administrada actualmente por China, la mayor parte como parte del Gobierno de Hotan, en la Región Autónoma Uighur del Sinkiang. India reclama la zona como parte del distrito de Ladakh en el estado de Jammu y Cachemira.
Ambas partes han acordado respetar la línea de control actual.

## Importancia estratégica
La autopista nacional China 219 atraviesa Aksai Chin conectando Lhasa y Sinkiang en la región autónoma del Tíbet. A pesar de que esta región está prácticamente deshabitada y carente de recursos, sigue siendo una zona de importancia para China, debido a que permite conectar el Tíbet con Sinkiang. La construcción de la autopista comenzó en 1951 y terminó en 1957. La construcción de la autopista fue uno de los detonantes para la guerra sino-india de 1962.
En 2020 hubo muertos en las escaramuzas entre China e India en 2020.

## Pasos de montaña
Aksai Chin es una de las zonas más conflictivas del mundo. En la actualidad, China e India se disputan la zona a falta de un acuerdo mutuo que establezca los límites. China tiene el control del área pero India afirma que forma parte de su territorio. En los últimos años se han producido enfrentamientos militares entre ambos países a causa de tal fin.
Al ser una región muy militarizada, China no cesa de construir carreteras de uso militar para movilizar las tropas en caso de enfrentamientos con la India. Asimismo, la India también está construyendo carreteras hasta los límites del área, justo en la llamada L.A.C.
Es una área muy elevada, con elevados puertos de montaña. Como ya se ha dicho, conforme avanzan los años, aparecen nuevos colosos.
A continuación se enlistarán los pasos de montaña del área enclavada dentro del Tíbet oriental. Puertos mayormente de tierra y de acceso militar.
| Nombre                     | Carretera                      | Pavimento | Altitud |
| -------------------------- | ------------------------------ | --------- | ------- |
| Chamkang La                |                                | No        | 5952    |
| Ilchi Pass1                |                                | No        | 5900    |
| Yiyepusangla Daban         | Tiankong Way                   | No        | 5885    |
| Wenquan Daban              | Tiankong Way                   | No        | 5808    |
| Mobdi La                   | Duoma-Shixiagou-Nischu Road    | No        | 5780    |
| Kiu La                     |                                | No        | 5711    |
| Hongqi Daban               | Duoma-Shixiagou-Nischu Road    | No        | 5680    |
| Qiudijiankela Pass         | Qiudijiankela mountain road    | No        | 5676    |
| Changlung La2              |                                | No        | 5640    |
| Hongpinshan                | Tiankong Xian                  | No        | 5621    |
| Changlung Pangtung Pass    |                                | No        | 5588    |
| Puerto de Karakoram        |                                | No        | 5540    |
|                            | Ghapsan Road3                  | No        | 5540    |
| Lanak La                   |                                | No        | 5495    |
|                            | Galwan Highway                 | No        | 5480    |
| Dehra Compass              |                                | No        | 5476    |
| Karatagh La/Tiānshén Daban |                                | No        | 5473    |
| Luanshi Daban              |                                | No        | 5400    |
| Lóngbāqíbǎo Daban          |                                | No        | 5381    |
|                            | Manbei Road                    | No        | 5380    |
| Bayi Daban                 |                                | No        | 5370    |
| Toglung Marpo La           |                                | No        | 5370    |
| Ane La                     |                                | No        | 5370    |
| Jianan Pass                |                                | No        | 5350    |
| Qizil Dawān                |                                | No        | 5317    |
| Chungang La                | S520/Banying Highway           | No        | 5317    |
| Chipchap Pass              |                                | No        | 5310    |
|                            | Bransa-Xindu Xelihu Lake Road4 | No        | 5230    |
| Rezang La                  |                                | No        | 5200    |
| Qitai Daban                | G219                           | Si        | 5170    |
| Kongka La                  |                                | No        | 5150    |
| Rèfàn Pass                 |                                | No        | 5143    |
| Kawak Pass5                |                                | No        | 5140    |
| Reqing La                  |                                | No        | 5020    |
| Spanggur Gap               |                                | No        | 4309    |

()1:Carretera de reciente construcción. El objetivo es conectar la G219 con la G315 para la rápida movilización de tropas.
()2: Carretera en proceso de construcción.
()3: Carretera muy cerca de los límites de Aksai Chin.
()4: Carretera muy cerca de los límites de Aksai Chin.
()5: Carretera muy cerca de los límites de Aksai Chin.